# 任喬年
任喬年 ，字仙孟，湖廣武昌府嘉魚縣人，明朝政治人物、賜特用進士出身，任弘震之子。
為復社人士，崇禎三年舉人，參與崇禎十年（公元1637年）夏，復社人士在南京舉辦的“鍾山偶集”。崇禎十五年賜進士，與方以智相交。永曆年間寓居沅州洪江。